# GS-441524
GS-441524 ist eine antiviral wirksame chemische Verbindung aus der Gruppe der Nukleosid-Analoga, die von Gilead Sciences entwickelt wurde. Sie ist zudem der im Plasma auftretende Hauptmetabolit des antiviralen Prodrugs Remdesivir.

## Verwendung
GS-441524 ist ein experimenteller Arzneistoff. Die Verbindung hat eine starke antivirale Wirkung bei verschiedenen RNA-Viren, darunter das zoonotische SARS(Severe Acute Respiratory Syndrome)-Coronavirus, das Hepatitis-C-Virus sowie das Parainfluenzavirus. Seine geringe Größe lässt es leicht in Zellen eindringen und dort mit Zielmolekülen reagieren. GS-441524 wurde 2009 von Gilead Science als möglicher Wirkstoff gegen Hepatitis C entwickelt. Die Wirkung war schwach, so dass die Entwicklung nicht weiterverfolgt wurde. In der Folge wurde eine Aktivität gegenüber verschiedenen RNA-Viren festgestellt, insbesondere gegen das Respiratorische Synzytial-Virus (RSV) und das Schwere-akute-Atemwegssyndrom-Coronavirus (SARS-CoV). Verschiedene Wissenschaftler hielten GS-441524 auch für einen potentiellen Kandidaten gegen SARS-CoV-2, Gilead trieb aber die Entwicklung von Remdesivir voran. Ab 2018 wurde in Studien die Wirksamkeit bei feliner infektiöser Peritonitis beschrieben, einer schweren Infektionskrankheit bei Katzen ohne andere Therapieoptionen. Die Verabreichung erfolgte subkutan oder oral. Dabei bewirkt GS-441524 nach oraler Gabe auch eine Reduktion der Virusausscheidung im Kot an FIP erkrankter Katzen. Es ist in Deutschland jedoch für die Behandlung dieser Krankheit (Stand 2021) weder zugelassen noch legal erhältlich.